# Colehill
Colehill – wieś w Anglii, w hrabstwie Dorset, w dystrykcie (unitary authority) Dorset. Leży 35 km na wschód od miasta Dorchester i 151 km na południowy zachód od Londynu.